# Óleo de cozinha
O óleo de cozinha é uma gordura vegetal, animal ou sintética culinária usada na fritura, panificação e cozedura. Também é usado na preparação de alimentos e aromatizantes que não envolvem calor, como molhos para salada e molhos para pão, e pode ser chamado de óleo comestível.
O óleo de cozinha é normalmente um líquido em temperatura ambiente, embora alguns óleos que contêm gordura saturada, como óleo de coco, óleo de palma e óleo de palmiste, sejam sólidos.
Existe uma grande variedade de óleos de cozinha de fontes vegetais, como azeite, óleo de palma, óleo de soja, óleo de canola (óleo de colza), óleo de milho, óleo de amendoim e outros óleos vegetais, bem como óleos de origem animal como manteiga e banha.
O óleo pode ser aromatizado com alimentos aromáticos, como ervas, pimenta ou alho.

## Saúde e nutrição
Embora o consumo de pequenas quantidades de gorduras saturadas seja comum nas dietas, metanálises encontraram uma correlação significativa entre o alto consumo de gorduras saturadas e a concentração de LDL no sangue, um fator de risco para doenças cardiovasculares. Outras metanálises baseadas em estudos de coorte e em ensaios controlados e randomizados encontraram um efeito positivo ou neutro do consumo de gorduras poli-insaturadas em vez de gorduras saturadas (risco 10% menor para reposição de 5%).
A Mayo Clinic destacou certos óleos que são ricos em gorduras saturadas, incluindo coco, óleo de palma e óleo de palmiste. Aqueles com menor quantidade de gorduras saturadas e níveis mais elevados de gorduras insaturadas (de preferência monoinsaturadas) como azeite, óleo de amendoim, óleo de canola, de soja e óleos de semente de algodão são geralmente mais saudáveis. O Instituto Nacional do Coração, Pulmão e Sangue dos EUA  pediu que as gorduras saturadas sejam substituídas por gorduras poli-insaturadas e monoinsaturadas, listando os óleos de oliva e canola como fontes de óleos monoinsaturados mais saudáveis, enquanto os óleos de soja e girassol são boas fontes de gorduras poli-insaturadas. Um estudo mostrou que o consumo de óleos insaturados não hidrogenados, como soja e girassol, é preferível ao consumo de óleo de palma para diminuir o risco de doenças cardíacas.
O óleo de caju e outros óleos à base de nozes podem representar um perigo para pessoas com alergia a frutos secos.

## Galeria
|                                              |         |                                        |                              |
| Óleos de cozinha em uma prateleira na China. | Azeite. | Óleo de cozinha usado sendo reciclado. | Óleo de semente de girassol. |

### Gorduras trans
Ao contrário de outras gorduras dietéticas, as gorduras trans não são essenciais e não promovem uma boa saúde. O consumo de gorduras trans aumenta o risco de doença coronariana, aumentando os níveis de colesterol LDL "ruim" e diminuindo os níveis de colesterol HDL "bom". As gorduras trans de óleos parcialmente hidrogenados são mais prejudiciais do que os óleos naturais.
Vários grandes estudos indicam uma ligação entre o consumo de grandes quantidades de gordura trans e doenças cardíacas coronárias e, possivelmente, algumas outras doenças. A Food and Drug Administration (FDA) dos Estados Unidos, o National Heart, Lung and Blood Institute e a American Heart Association (AHA) recomendaram limitar a ingestão de gorduras trans. Nos Estados Unidos, as gorduras trans não são mais "geralmente reconhecidas como seguras" e não podem ser adicionadas aos alimentos, incluindo óleos de cozinha, sem permissão especial.